# The Philippine Star
The Philippine Star (autodenominado The Philippine STAR ) é um jornal em inglês nas Filipinas e a principal marca do Philstar Media Group. Publicado pela primeira vez em 28 de julho de 1986, pelos jornalistas veteranos Betty Go-Belmonte, Max Soliven e Art Borjal, é um dos vários jornais filipinos fundados após a Revolução do Poder Popular de 1986.
O jornal pertence e é publicado pela Philstar Daily Inc., que também publica a revista mensal People Asia e as revistas de domingo Starweek e Let's Eat. Como parte do Philstar Media Group, suas publicações irmãs incluem o jornal de negócios BusinessWorld; O jornal The Freeman, baseado em Cebu, em língua inglesa; tablóides de língua filipina Pilipino Star Ngayon e Pang-Masa; Tablóide em língua cebuana Banat, portais de notícias online Interaksyon (anteriormente com News5), LatestChika.com, Philstar Life e Wheels.ph, e unidade de produção de TV/digital Philstar TV. Em março de 2014, o jornal foi adquirido pela MediaQuest Holdings, Inc., um conglomerado de mídia subsidiado pelo PLDT Beneficial Trust Fund, após a empresa adquirir uma participação majoritária na Philstar Daily, Inc.
O Philippine Star está entre os jornais de maior circulação nas Filipinas, com uma tiragem média diária de 266.000 exemplares, de acordo com o Philippine Yearbook 2013.

## História

### Fundação
The Philippine Star foi publicado pela primeira vez sete meses após a Revolução do Poder Popular de 1986, que derrubou o homem-forte Ferdinando Marcos e impulsionou Corazón Aquino à presidência filipina. Antes de sua criação, os fundadores Betty Go-Belmonte, Max Soliven e Art Borjal eram jornalistas veteranos envolvidos na "Imprensa Mosquito", nome coletivo para os diferentes jornais críticos ao governo Marcos que foram publicados após a era da Lei Marcial de 1972 a 1981 Naquela época, Belmonte era o editor de uma pequena revista mensal chamada The Star, uma predecessora de The Philippine Star.
Em 9 de dezembro de 1985, alguns meses antes da Revolução do Poder Popular de 1986, Belmonte, Soliven e Borjal, juntamente com Eugenia Apostol, Louie Beltran e Florangel Rosario-Braid, fundaram o jornal de língua inglesa Philippine Daily Inquirer, que logo se tornou o crítico mais contundente do governo Marcos. No entanto, após a revolução, questões sobre finanças e divergência de prioridades causaram uma cisão entre os fundadores do Inquirer, o que levou Belmonte, Soliven e Borjal a fundarem o The Philippine Star. Belmonte atuou como presidente fundador do Conselho de Administração, enquanto Soliven atuou como editor fundador e presidente do conselho editorial. Antonio Roces serviu como o primeiro editor-chefe até sua renúncia em 1989.

### Primeiros anos
A primeira edição do jornal, em 28 de julho de 1986, tinha oito páginas, sem anúncios e trazia a manchete "Vista amarelo e morra" que trazia a morte de Stephen Salcedo, de 23 anos, um transeunte morto por um grupo de legalista de Marcos durante um comício no Parque Luneta de Manila. O cabeçalho do jornal trazia o lema "A verdade prevalecerá", refletindo a sua política editorial de apresentar os dois lados da história, em vez da "mentalidade do furo" predominante da época. Além da seção principal de notícias, a primeira edição também inclui as seções Mundo, Nação, Dinheiro, Vida e Esportes.
A primeira edição do The Philippine Star foi impressa na gráfica da Philstar Daily, Inc. em Port Area, Manila, e fez uso de um esquema de cores azul e amarelo, que acabou se tornando suas cores de assinatura. Pelo preço inicial de ₱ 1,75, o jornal teve uma tiragem inicial de “alguns milhares de exemplares”.
No início, o jornal só funcionava de segunda a sábado porque Belmonte proibia o trabalho aos domingos. Para capitalizar os leitores de domingo, Philstar Daily, Inc. começou a publicar a Starweek em 15 de fevereiro de 1987, que servia como a revista de domingo do The Philippine Star. Eventualmente, em 1988, o jornal adicionou uma edição de domingo em resposta à demanda por notícias naquele dia, enquanto continuava a publicação da Starweek. Além de The Philippine Star, Philstar Daily, Inc. também começou a publicar um tablóide em língua filipina Ang Pilipino Ngayon, que eventualmente se tornou Pilipino Star Ngayon.

### Época de Soliven
Com a morte repentina de Belmonte devido a um câncer em 28 de janeiro de 1994, Soliven assumiu a presidência do Conselho de Administração, mantendo o cargo de editor. Ele nomeou o filho de 30 anos de Belmonte, Miguel Belmonte, como vice-presidente executivo. No mesmo ano, o jornal lançou mão do slogan "O único jornal que você lê de capa a capa", seguindo a nova política editorial de aprimorar cada seção do jornal para que cada uma se destaque mesmo sem o principal seção de notícias. Em 4 de agosto de 1995, The Philippine Star se tornou o primeiro jornal filipino a publicar uma primeira página colorida.

### Época de Miguel Belmonte
Em 1998, o Conselho de Administração nomeou por unanimidade Miguel Belmonte como presidente e CEO, mantendo-se a Soliven como presidente do conselho de administração e editora. No ano seguinte, o jornal lançou o “Hotline 2000”, que utilizava o SMS como meio de pesquisa de opinião, tornando-se assim o pioneiro do televoto na indústria da mídia impressa filipina. Foi o início de outros empreendimentos digitais que trouxeram o jornal para a Era Digital. Em 2000, o jornal estreou seu site, philstar.com, tornando-se assim um dos primeiros jornais das Filipinas a marcar presença na Internet. No mesmo ano, a empresa passou a utilizar o sistema de impressão computer-to-plate. Ainda naquele ano, o irmão de Miguel, Isaac Belmonte, foi nomeado redator-chefe do jornal.
Para expandir ainda mais seu público leitor, o Philippine Star firmou uma parceria com o restaurante de fast food Jollibee em 2003 para se tornar o primeiro jornal a ser distribuído gratuitamente em um restaurante de fast food. Uma cópia gratuita do jornal foi dada aos clientes Jollibee em todo o país para cada compra de uma refeição de café da manhã Jollibee.
Em 24 de agosto de 2004, The Philippine Star adquiriu o jornal em inglês The Freeman, com sede em Cebu e sua publicação irmã, o tablóide Banat, em língua cebuana, como parte de sua estratégia para fortalecer sua presença e influência na região de Visayas-Mindanao. O Freeman é o jornal broadsheet mais antigo da cidade de Cebu, fundado em 10 de maio de 1919, enquanto o Banat foi publicado pela primeira vez em 23 de agosto de 1994. Ambos os jornais são propriedade da influente família política Gullas.
O jornal perdeu seu editor fundador depois que Soliven morreu em Tóquio, Japão, em 24 de novembro de 2006. Isaac Belmonte acabou substituindo-o como editor e presidente do conselho editorial em 2012. A ex-editora executiva Ana Marie "Amy" Pamintuan atua como atual editora-chefe após substituir Isaac Belmonte em 2012.

## Aquisição pela MediaQuest Holdings
No início de 2009, o empresário e presidente do PLDT, Manuel V. Pangilinan, expressou seu interesse em adquirir uma participação no The Philippine Star em uma tentativa de dominar a indústria de multimídia. No ano seguinte, a MediaQuest Holdings, Inc. de Pangilinan, o conglomerado de mídia do PLDT, adquiriu uma participação de 20% no jornal, bem como uma participação de 18% em seu rival Philippine Daily Inquirer. Em 2014, a MediaQuest finalmente assumiu o controle do The Philippine Star depois de adquirir uma participação majoritária de 51% no jornal. A família Belmonte manteve uma participação de 21 por cento, bem como a gestão e o controle editorial. Desde então, o presidente do MediaQuest, Pangilinan, nomeou o advogado Ray Espinosa como presidente do conselho de administração do jornal.
O The Philippine Star adquiriu a participação de 76,67 por cento da Hastings Holdings, Inc. em seu jornal irmão BusinessWorld em 2015. A transação foi feita para aumentar sua liderança de mercado e fortalecer a posição da BusinessWorld no negócio de jornais.